# مونزينجر - أرشيف
امونزينجر-ارشيف، (بالإنجليزية: Munzinger-Archiv)‏، هي موسوعة أنشأها لودفيج مونزينجر.

## وصلات خارجية
- الموقع الرسمي